# Bana Jabri

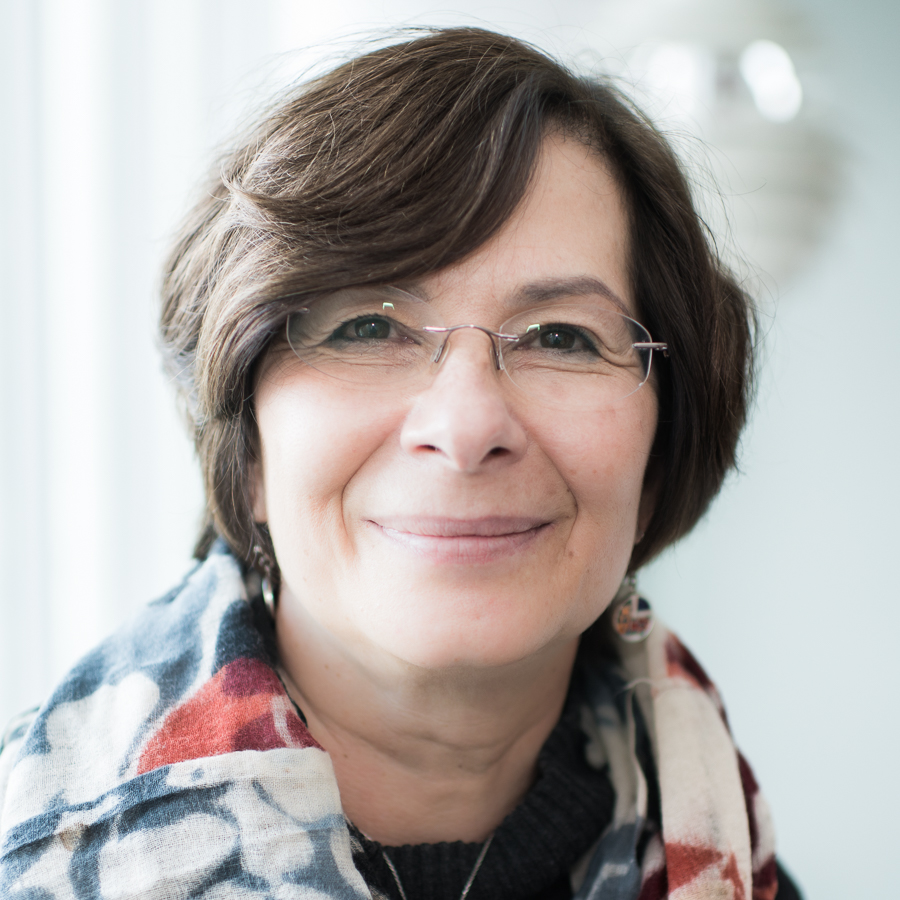
Bana Jabri, 2019

Bana Jabri (* 1961 in Damaskus) ist eine französische Gastroenterologin und Immunologin mit syrischen und armenischen Wurzeln. Sie war bis 2024 Professorin an der medizinischen Fakultät der University of Chicago. Sie ist Direktorin des Institut des maladies génétiques Imagine in Paris. Sie forscht auf dem Gebiet der entzündlichen Darmerkrankungen, insbesondere der Zöliakie.

## Leben
Bana Jabri wurde als Tochter eines syrischen Vaters aus sehr privilegierten Verhältnissen und einer armenischen Mutter, die als Anästhesieschwester arbeitete, geboren. Im Alter von zwei Jahren zog sie nach Deutschland und im Alter von zwölf Jahren nach Frankreich. Sie studierte an der Universität Paris VII, wo sie 1986 einen Bachelor in Biochemie erwarb. 1991 promovierte sie am Institut Pasteur in Medizin und war anschließend Assistenzärztin in einem Krankenhaus Assistance publique – Hôpitaux de Paris. Anschließend absolvierte sie ein Praktikum bei den National Institutes of Health in den USA. Sie kehrte für eine Promotion in Immunologie (1996) an die Universität Paris VII zurück.
1994 nahm sie eine Stelle als Assistenzprofessorin in der Abteilung für pädiatrische Gastroenterologie am Pariser Krankenhaus Hôpital Necker–Enfants malades an, die sie bis 1998 innehatte. 1999 arbeitete sie als Forscherin an der Princeton University und wurde im darauffolgenden Jahr dort wissenschaftliche Forscherin. 2002 nahm sie eine Stelle als Assistenzprofessorin an der University of Chicago an. 2005 wurde sie zur außerordentlichen Professorin und 2011 zur ordentlichen Professorin befördert. 2006 wurde sie Co-Direktorin des Forschungszentrums für Verdauungskrankheiten und 2011 zur Forschungsdirektorin des Zöliakiezentrums ernannt. Im Jahr 2018 erhielt sie die benannte Professur Sara und Harold Lincoln Thompson.
Seit Januar 2025 ist sie Direktorin des Institut des maladies génétiques Imagine in Paris.

## Preise und Auszeichnungen
- 2010: William K. Warren, Jr. Preis für herausragende Leistungen in der Zöliakieforschung[7]
- 2011: Mitglied der Association of American Physicians[8]
- 2017: Lloyd-Mayer-Preis für Schleimhaut-Immunologie[4]
- Llewellyn John und Harriet Manchester Quantrell Preis für herausragende Leistungen in der Lehre[9][10]